# Change (film 1997)
Change (체인지?, CheinjiLR) è un film del 1997 diretto da Lee Jin-suk.

## Trama
Kang Dae-ho è il peggiore studente della classe, mentre Ko Eun-bi è la classica "ragazza modello"; dopo essere stati entrambi colpiti da un fulmine, i due si accorgono tuttavia di essere finiti l'uno nel corpo dell'altro.